# Lego Racers
A Lego Racers egy verseny stílusú videójáték, amit a High Voltage Software fejlesztett és a Lego Csoport adott ki először Microsoft Windowsra, majd később Nintendo 64-re, Game Boy Colorra és végül PlayStationre. Ez a játék a Lego Media első olyan számítógépes játéka ami 3D gyorsítást igényel. A játékos saját készítésű, egyénileg összeállítható Lego figurákkal és go-kart-okkal versenyezhet a játékban a „minden idők legjobb Lego-verseny bajnoka” címért. A játék kilenc különböző nyelven érhető el: angol, spanyol, francia, német, olasz, dán, svéd, norvég és holland.
A játék 2001-ben Lego Racers 2 néven folytatódott.

## Játékmenet
A Lego Racers játék célja az, hogy a játékos minden pályán első helyezést érjen el a hét különböző világban, ahol világonként egy főellenség van. A játékos a játék során különböző segítségeket vehet igénybe a jobb helyezés érdekében. A következő négy játékmódban játszható a játék:

### Körverseny
A Körversenyben hét különböző fejezetnél, s fejezetenként négy pályán kell elsőnek a célba érnie a játékosnak ahhoz, hogy elnyerje az adott fejezet ellenfélének autóját. Ha elnyerte, akkor megkapja az elnyert ellenfél kocsiját és az ahhoz tartozó elemeket (kockákat, zászlót, papagájt, hordót, kardot, stb.), amelyekből újabb saját autót építhet a játékos. A játékban összesen 13 pálya szerepel négy különböző Lego világban (űr, kalózok, kalandorok és kastély), de a Johnny Thunder ellenségnél ugyan azok a pályák szerepelnek, mint előtte, csak meg vannak fordítva. Az utolsó pálya viszont nem szerepel kétszer a játékban, csak a legvégén:

#### Ellenfelek pályái
1. Captain Redbeard (Vörös-szakáll kapitány)

1. Imperial Grand Prix
2. Dark Forest Dash
3. Magma Moon Marathon
4. Desert Adventure Dragway

1. King Kahuka (Kahuka király)

1.  Tribal Island Trial
2. Royal Knights Raceway
3. Ice Planet Pathway
4. Amazon Adventure Alley

1. Basil The Bat Lord (Basil, a denevér úr)

1.  Knightmare-Athon
2. Pirate Skull Pass
3. Adventure Temple Trial
4. Alien Rally Asteroid

1. Johnny Thunder (Vihar Johnny)
2. Baron Von Baron (Baron Bárója)
3. Gypsy Moth (Gyapjaslepke)
4. Rocket Racer (Rakéta Versenyző)

1.  Rocket Racer Run

### Egypályás verseny
Ebben a menüpontban tét nélkül játszhat a játékos ugyanúgy, mint a Körverseny módban, viszont ha befejezte az adott pályát, akkor utána nem következik a következő.

### Osztott képernyős verseny
A Lego Racers többjátékos móddal is rendelkezik. A Versus race menüpontban összesen két játékos játszhat osztott képernyőn, ha a számítógép másodlagos bemenetébe joystickot vagy gamepadot csatlakoztat valamelyikük.

### Időfutam
Ebben a módban csak egy ellenféllel kell versenyeznie a játékosnak, mégpedig Veronica Voltage-dzsel, aki Professor Voltage lányunokája a Legolandből. Veronica autója láthatatlan, vagyis nem tud beleütközni a játékos – nem úgy, mint a Körversenyben. Ha a játékos a három fejezet összes pályáján jobb időt fut, mint az ellenség, akkor megnyeri Veronica autóját.

## Játékelemek

### Építés

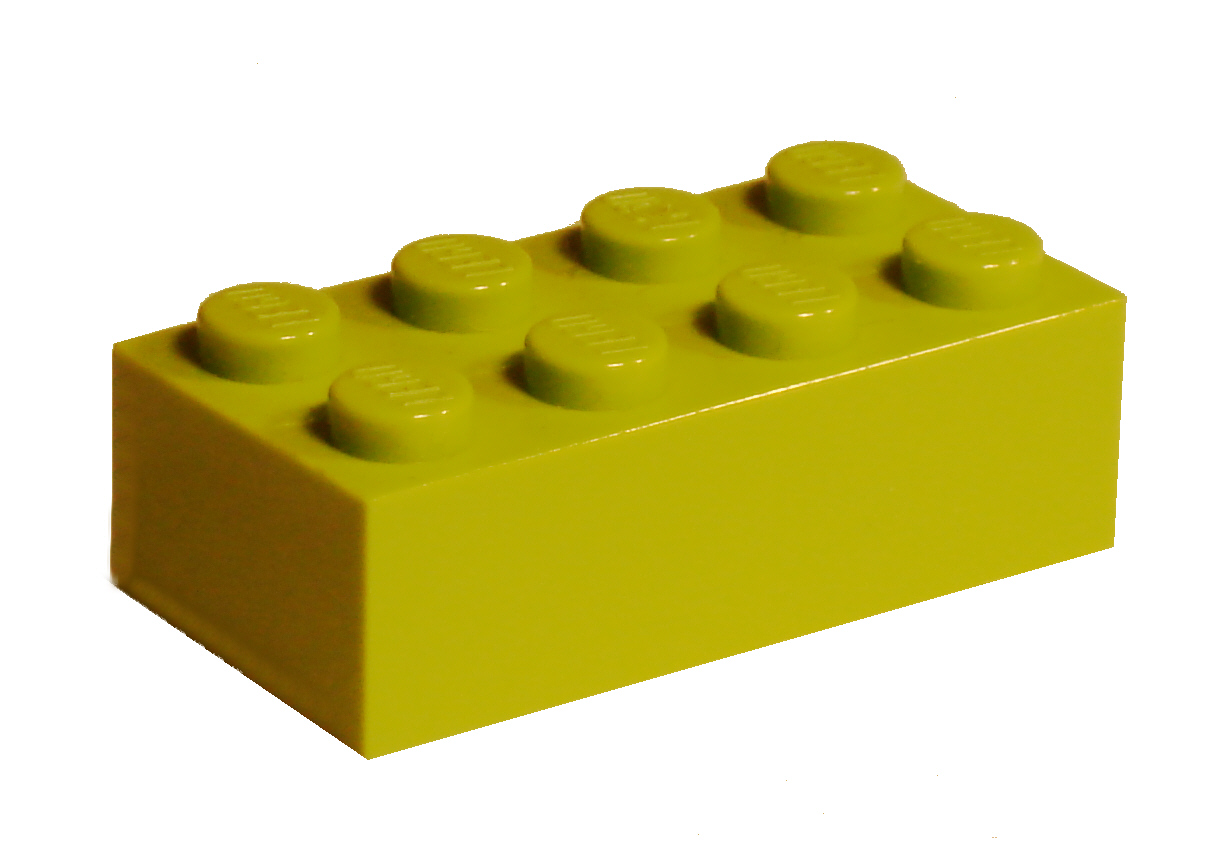
Akár ilyen és ehhez hasonló kockákból is építhetünk magunknak autót.

A Lego Racersben a játékos vagy saját készítésű versenyzővel vagy már előre elkészítettekkel versenyezhet. Ha saját maga állítja össze a versenyzőt, akkor Lego-elemekből – mint például sapkából, fejből, felsőtestből vagy lábból – építheti azt meg, amelyhez úgyszintén a Lego-kockákból építhet hozzá saját autót. Viszont nem mindegy, hogy milyen és mekkora alkatrészekből rakja össze a játékos az autóját, mivel azok hatással vannak a versenyre. Tehát ha egy testesebb autót épít, akkor az nem fog könnyen felemelkedni a földről, viszont lassabb lesz, s ugyanez igaz fordítva is: ha egy könnyebb kocsit épít, akkor könnyebben felborul, viszont gyorsabban fog vele menni.

### Segítségek
A különleges verseny-tulajdonságok közé sorolhatók a turbó start, az erőkanyar és a szuper csúszás, amikkel könnyíteni tudjuk verseny közben a vezetést, viszont azonban kevesebb a verseny irányítását elősegítő dolgok száma (például visszapillantó tükör), mint a többi játékban.
Játék közben felvehetünk úgynevezett erőnövelőket (angolul power-ups), amik segítségül lehetnek nekünk. Ezek különböző színes lebegő Lego kockák formájában jelennek meg a pályákon: a pirosak kilőhetőek, a sárgákkal csapdákat tudunk állítani az ellenségeknek, a zölddel felgyorsulunk, a kékekkel pedig megvédhetjük magunkat. Mindezek mellett vannak fehér kockák is, amiket ha felveszünk, tovább tudjuk fejleszteni a már meglévő színes kockánkat, így összesen 16 felszedhető erőnövelő van a játékban.
| Kocka színe | Alaptulajdonságok | + 1 fehér kocka          | + 2 fehér kocka                                                                   | + 3 fehér kocka                                                                   |
|             | Ágyúgolyó         | Kötélkilövő              | Árampálca                                                                         | Tripla nyomkövető-rakéta                                                          |
|             | Olajfolt          | Puskaporos hordó         | Mágnes csapda                                                                     | Múmia átok                                                                        |
|             | Gyorsaság         | Kétszeres gyorsaság      | Repülés                                                                           | Teleportálás                                                                      |
|             | Védelem (5 mp)    | Kétszeres védelem (6 mp) | Háromszoros védelem + visszapattannak a lövedékek, ellenfelek megpördülnek (8 mp) | Négyszeres védelem + visszapattannak a lövedékek, ellenfelek megpördülnek (10 mp) |

## Csalások

### Kódok

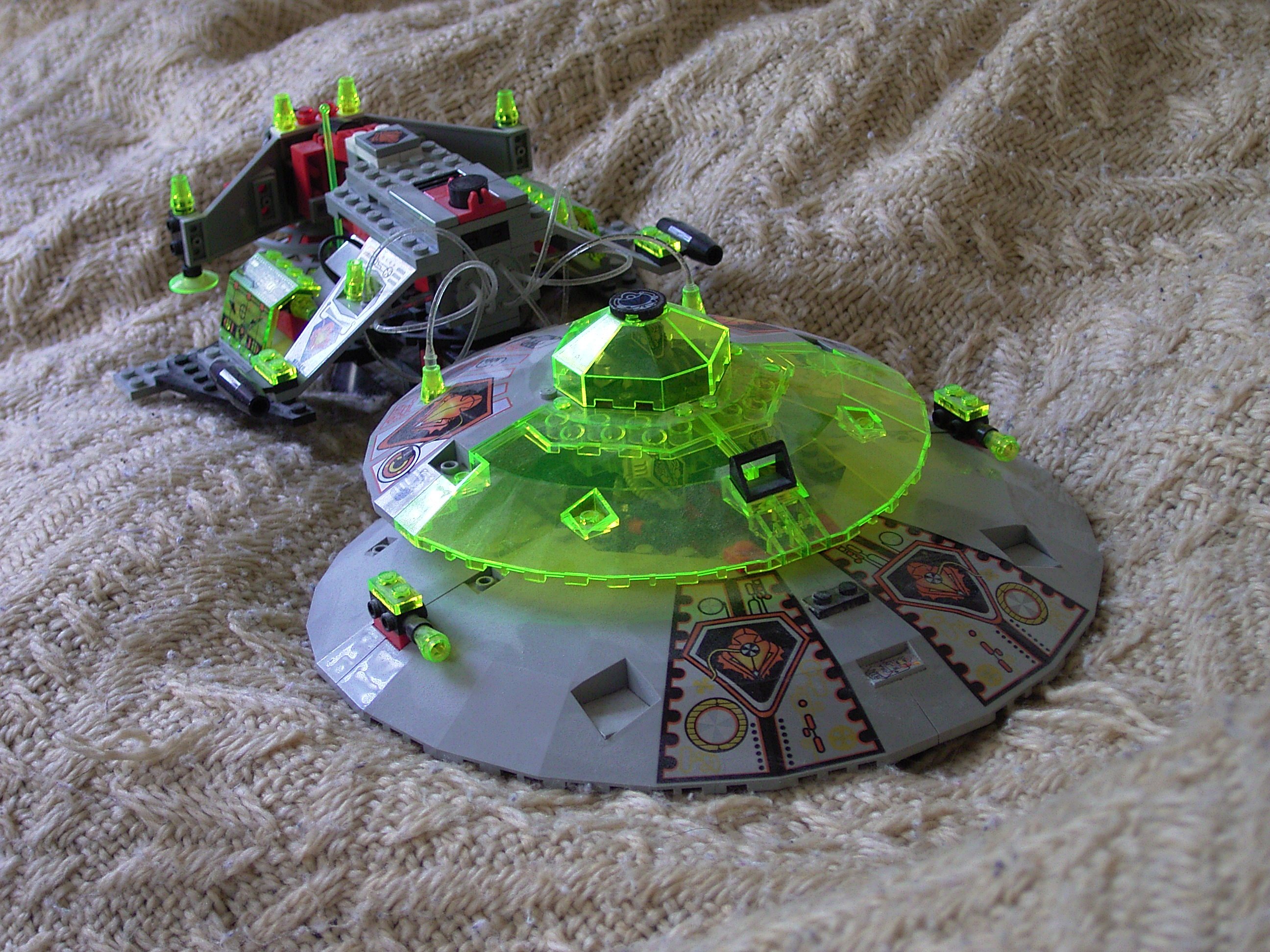
A Gypsy Moth ellenség űrhajója.

Az alábbi kódokkal lehet csalni a játékban, viszont egyszerre csak az egyik kód használható:
- Kerék nélkül: ahhoz, hogy az autón ne látszódjon a kerék, egy sofőrt kell építeni, amelynek a „NWHLS” nevet kell adni.
- Kaszni nélkül: ahhoz, hogy az autón ne látszódjon a kerék, egy sofőrt kell építeni, amelynek a „NCHSSS” nevet kell adni.
- Turbó mód: ahhoz, hogy az autón ne látszódjon a kerék, egy sofőrt kell építeni, amelynek a „FSTFRWRD” nevet kell adni.

A többi kódhoz vagy készíts egy új karaktert az alábbi nevek egyikével vagy nevezd át a már meglévőt a kívánt kódra, viszont ezek a kódok az Időfutam módban nem működnek:
- FLYSKYHGH – Gyors autó
- NDRVR- Nincs sofőr
- NSLWJ – Maintain speed off track
- LNFRRRM – Megfordítja a Rocket Racer Run pályát
- PGLLRD – Csak lövedék erőnövelők
- PGLLYLL – Csak csapda erőnövelők
- PGLLGRN – Csak turbó erőnövelők
- RPCRNLY – Csak védekező erőnövelők
- MXPMX – Az erőnövelők mindig maximumon lesznek
- NMRCHTS – Semlegesíti az összes kódot

### Rejtett pályaszakaszok
A Lego Racers-ben összes 16 rejtett pályaszakasszal lehet lerövidíteni az adott pályát:
1. pályán: hordók mögött jobbra.
2. pályán: szürke szikla mellett jobbra a vízesésnél.
3. pályán: kéken villogó falrész mögött (csak akkor fog villogni, ha aktiválsz valamilyen védelmet⇒kék legó), továbbá a pálya végén a nagy kupolánál meg van adva egy színkombináció a kék és a piros színekből, ami körönként változik. Az adott kombinációnak megegyezően kell átmenni a kis színes kupolák alatt.
4. pályán: az első nagy piramis egyiptomi mintás falára kell rálőni, hogy lenyíljon, majd később a Szfinx lábánál lévő mintára kell rálőni.
5. pályán: a pálya elején lévő második szürke szobor mögötti kis homokos átjáró, majd a barlang tavának a jobb partján fent van egy kis keskeny szakasz, s amellett a barlangban egy rövidke alagút.
6. pályán: a vízesés előtti bástya mellett jobbra.
7. pályán: a jeges sziklánál kell felmenni.
8. pályán: rögtön a pálya elején a szemben látható vízesés alá kell bemenni.
9. pályán: az áram-gépet elhagyva az alagútban rá kell lőni a fekete jelre, és eltűnik
10. pályán: egy kisebb átjárón lehet átmenni a halálfejes zászlók előtt.
11. pályán: a pálya elején a szemben lévő jobb oldali szobor mögött.
12. pályán: a második alagút első kanyarjában van egy kék mintás falrész, arra kell rálőni.
13. pályán: az elágazás előtti nagy mintás falra kell rálőni.

## Fogadtatás
| Weboldal     | Eredmény |
| ------------ | -------- |
| PC           |          |
| GameRankings | 75,45%   |
| GameSpot     | [ 3 ]    |
| IGN          | [ 4 ]    |
| Nintendo 64  |          |
| GameRankings | 65,87%   |
| GameSpot     | [ 6 ]    |
| IGN          | [ 7 ]    |
| PlayStation  |          |
| GameRankings | 63,33%   |
| IGN          | [ 9 ]    |

A játékot vegyes fogadtatásban részesítették megjelenésekor a kritikusok. A PC-s verziót a GameRankings 11 játékos átlagosan 75,45%-ra értékelte. Viszont a PlayStation és a Nintendo 64 rajongói már kevésbé tartották ilyen nagyra a játékot, mivel a két konzol között nincs túl sok eltérés a játékmenetben, így a PlayStationös verzió csak 63,33%-ot kapott.
A GameSpot 10-ből 7-et adott a PC-s verziónak:
Egyszerű, színes és nagyon mókás.
A Nintendo 64-es változatot viszont már ők sem méltatták annyira, 4,5-et adtak a 10-ből:
Kellemes játékmenet, unalmas versenyek, idegesítő Lego építési rendszer. Ez a Lego Racers befejezetlen lett.
Az IGN szinte ugyanolyanra értékelte a PC-s és a PlayStationös változatot, az előbbire 6.1-et adott, az utóbbira pedig 6-ot a 10-ből. A Nintendo 64-esről így vélekedett:
Már rengeteg versenyzős játék kijött Nintendo 64-re, beleértve a Lego Racers-t is, de ebben a játékos hét különböző Lego szettből építheti meg saját autóját.